# Henry Logan
Henry Logan (* 14. April 1784 bei Dillsburg, York County, Pennsylvania; † 26. Dezember 1866 ebenda) war ein US-amerikanischer Politiker. Zwischen 1835 und 1839 vertrat er den Bundesstaat Pennsylvania im US-Repräsentantenhaus.

## Werdegang
Henry Logan besuchte die öffentlichen Schulen seiner Heimat und arbeitete danach in der Landwirtschaft. Während des Britisch-Amerikanischen Krieges diente er in der Miliz von Pennsylvania. Im Jahr 1814 gehörte er zu den Verteidigern der Stadt Baltimore. Dabei stieg er bis zum Oberstleutnant auf. In den Jahren 1818 und 1819 war Logan Abgeordneter im Repräsentantenhaus von Pennsylvania; von 1828 bis 1831 gehörte er dem Staatssenat an. In den 1820er Jahren schloss er sich der Bewegung um den späteren US-Präsidenten Andrew Jackson an und wurde Mitglied der von diesem 1828 gegründeten Demokratischen Partei.
Bei den Kongresswahlen des Jahres 1834 wurde Logan im elften Wahlbezirk von Pennsylvania in das US-Repräsentantenhaus in Washington, D.C. gewählt, wo er am 4. März 1835 die Nachfolge von Charles Augustus Barnitz antrat. Nach einer Wiederwahl konnte er bis zum 3. März 1839 zwei Legislaturperioden im Kongress absolvieren. Im Jahr 1838 verzichtete er auf eine weitere Kandidatur. Nach seiner Zeit im US-Repräsentantenhaus betätigte sich Henry Logan wieder in der Landwirtschaft. Im Jahr 1840 saß er im Bezirksrat des York County. Dort war er auch als Bezirksrevisor tätig. Er starb am 26. Dezember 1866 auf der Logania Plantation nahe Dillsburg.